# Nonnus minor
Nonnus minor là một loài tò vò trong họ Ichneumonidae.